# Kostel svatého Havla (Radouň)
Římskokatolický hřbitovní, filiální kostel svatého Havla v Radouni je gotická sakrální stavba stojící na návsi v centru obce. Díky své věži s dřevěnou nástavbou je těžké přehlédnutelný. Od roku 1966 je kostel chráněn jako kulturní památka.

## Historie
Kostel byl založen již před rokem 1260 a i po přestavbě v 16. století si zachoval svůj gotický ráz. Do roku 1640 byl kostelem farním a až do třicetileté války sloužil nekatolíkům. V roce 1939 byl v kostele proveden archeologický průzkum a nalezené ostatky pánů z Harasova byly nově uloženy. Generální oprava kostela proběhla v letech 1998–2000.
Duchovní správci kostela jsou uvedeni na stránce: Římskokatolická farnost Řepín.

## Architektura
Jedná se o stavbu s podélnou lodí a trojbokým presbytářem s obdélnou sakristií po severní straně. Mohutná hranolovitá věž na jižní straně kostela je ukončena dřevěnou nástavbou. Presbytář je opatřen opěráky. Jak presbytář, tak i loď mají hrotitá okna. V severovýchodní závěrové stěně presbytáře je malé kruhové okno.
Presbytář je sklenut křížovou klenbou s žebry polokruhového profilu. Loď i sakristie mají plochý strop. Podvěží je sklenuto křížovou hřebínkovou klenbou. Kruchta spočívá na třech pilířových arkádách. Vstupní portál do kostela vede z podvěží. Je lomený, ploše profilovaný.

## Zařízení
Hlavní oltář je portálový a pochází ze 2. poloviny 17. století. Je ozdoben boltcovým ornamentem a nachází se na něm obraz sv. Havla od A. Bayera z roku 1836. Boční oltář sv. Filomény je zčásti z období kolem roku 1600. Je na něm pobíjený ornament. Upraven byl rokokově a je na něm rokokový obraz téže světice. Kazatelna s malolistým akantem pochází z konce 17. století. Hrobní deska je zřejmě s datem 1399.

## Okolí kostela
Na hřbitově obklopujícím kostel stojí malá šestiboká barokní márnice.